# Paweł Kwiek
Paweł Kwiek (1951, Varšava – 13. března 2022) byl polský umělec, fotograf, kameraman, světelný producent. Byl autorem filmů, obrazů, fotografických cyklů a uměleckých akcí. Účastnil se mnoha prezentací polského umění v Polsku i v zahraničí, byl autorem teoretických textů o neoavantgardním umění, věnoval se také poezii a performanci.

## Životopis
V roce 1973 absolvoval Filmovou školu v Lodži na Fakultě kamery a televizní produkce.
Přednášel na PWSTTviF v Lodži a Akademii výtvarných umění ve Varšavě (1977–1978), byl také vedoucím katedry fotografie v Gazeta Życie Warszawy (1991).
Žil a pracoval ve Varšavě.
Patřil k profesním organizacím: Asociace polských filmařů, Grupa Twórcza, Film Form Workshop (do roku 1980), Asociace polských uměleckých fotografů, Asociace dalších umělců (do roku 1994) a pro umělecké a společenské iniciativy: MEDIA KONTAKT, Asociace "Židovské motivy".
Byl spoluzakladatelem avantgardní umělecké skupiny Warsztat Formy Filmowej, do které v 70. letech patřil. V té době také vznikla jeho slavná inscenace Twarz (1971), kritizující vlády (čerstvě po rezignaci na funkci prvního tajemníka ÚV Polské sjednocené dělnické strany) Władysława Gomułku a zesměšňující jeho postavu. V roce 1971 spolupracoval se svým bratrem Przemysławem, Zofií Kulikovou a Janem S. Wojciechowskim na filmu „Otevřená forma“, jehož název odkazoval na teorii otevřené formy Oskara Hansena. Cílem bylo „zlepšit mezilidskou a sociální komunikaci“ (Ronduda). Otevřená forma byla experimentem zkoumajícím možnosti takové komunikace. Film Pawla Kwieka "1, 2, 3 - kinematografická cvičení" (1972) - spontánní improvizace, podkopávající legitimitu politických organizací režimu ( Svaz socialistické mládeže ) na filmové škole v Lodži. Paweł Kwiek byl jedním z prvních v Polsku, který experimentoval s videem (např. Video A, 1974; Video C, 1975). Během stávky na Filmové škole v Lodži v roce 1980 Kwiek spolu s Jacekem Jóźwiakem nahráli „Solidarne czekanie“. V té době již byl členem Solidarity a aktivistou Hnutí za obnovu univerzit. Po 13. prosinci 1981 byl z filmové školy v Lodži vyloučen.
Byl jedním z předchůdců videoartu. Věnoval se experimentálnímu filmu, videoartu, fotografii a kresbě. Byl autorem manifestů a umělecky se věnoval i dalším oborům umění, kultury a příbuzných věd: filozofii, kybernetice, poezii a sociologii.
Díla Pawla Kwieka lze nalézt mj. ve sbírce Centra pro současné umění Zámek Ujazdowski ve Varšavě, Muzea moderního umění ve Varšavě nebo Nadace ERSTE ve Vídni. Patří k polské neoavantgardě 70. let.
Byl oceněn medailí ke 150. výročí fotografie.
V roce 2013 vyšla kniha 1, 2, 3... operátorská cvičení. Pavel Kwiek. Fotografie, film, video  věnovaný dílu Pawla Kwieka v 70. letech 20. století. Obsahuje eseje Davida Crowleyho, Mariky Kuźmicz, Marka Nashe a Łukasze Rondudy ve třech jazykových mutacích.

## Vybrané umělecké realizace
- 1,2,3 - kinematografická cvičení (1972) - experimentální a politický film
- Niechcice (1973) - film natočený v PGR Niechcice
- Báseň o uvědomění (1977) - film s účastí maturantů
- Setkání se světlem (1991) - fotografický cyklus

## Výstavy
Vybrané samostatné výstavy autora:

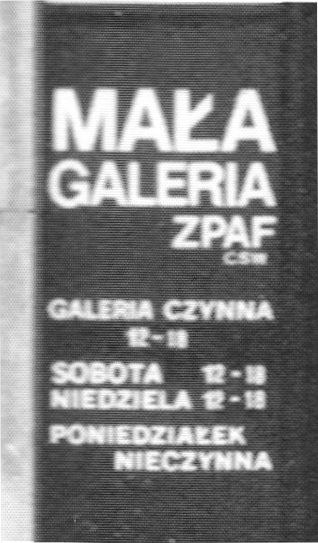
Mała Galeria, Varšava

- 1979 - Účast, poznávání, rozhodnutí - Mała Galeria, Varšava;
- 1983 – The Revelation – Mała Galeria, Varšava;
- 1988 - Ekumenizm Sztuki - Mała Galeria, Varšava;
- 1989 - Tvary myšlení Lecha Wałęsy - Mała Galeria, Varšava;
- 1990 – „Memorabilia duchovních setkání. Hermetické malby “- Centrum současného umění Zámek Ujazdowski, Varšava;
- 1991 - "Setkání se světlem" - Mała Galeria, Varšava;
- 1994 – Mezi vodou a vzduchem – Mała Galeria, Varšava;
- 2000 - "19 fotografií" - Mała Galeria, Varšava;
- 2008 - Międzyrysunki - Senatorska Gallery, Varšava; "Šest skladeb" - Art NEW Media Gallery, Varšava;
- 2010 - "Světlo - Láska - Mír" - Centrum současného umění Zámek Ujazdowski, Varšava.